# Herbert Smith
Herbert Smith (ur. 22 listopada 1877 w Witney, zm. 6 stycznia 1951) – brytyjski piłkarz występujący na pozycji lewego obrońcy, olimpijczyk z Londynu 1908.
Herbert Smith został zawodnikiem lokalnego zespołu Reading. Występował w nim w latach 1900-1902. Następnie grał w zespole Stoke. Wystąpił w 3 spotkaniach. W latach 1905–1906 wystąpił 4 spotkaniach w reprezentacji Anglii Był także członkiem zespołu, który zdobył złoty medal na igrzyskach olimpijskich 1908 w Londynie. W sezonie 1906-1907 wystąpił w 1 spotkaniu Derby County.